# Way of the Warrior
Way of the Warrior är ett fightingspel utgivet 1994 till 3DO. Spelet utvecklades av Naughty Dog och fick en åldersgräns på 17 år för sitt våldsamma innehåll. Spelet släpptes i USA den 1 november 1994, och i Japan den 26 maj 1995. Musiken kommer från bandet White Zombies album La Sexorcisto: Devil Music, Vol. 1 från 1992.
Spelet utspelar sig i Himalaya, där världens skickligaste kampsports-krigare utmanar varandra i en citadell.
Spelet fick väldigt dåligt betyg, Många anser att spelet är en kopia av Mortal Kombat-serien.

### Fotnoter
1. ↑  ”Way of the Warrior” (på engelska). Gamefaqs. http://www.gamefaqs.com/3do/563234-way-of-the-warrior. Läst 13 maj 2014.